# Soperton
Soperton – miasto w Stanach Zjednoczonych, w stanie Georgia, siedziba administracyjna hrabstwa Treutlen.